# Nemognathomimus opacipennis
Nemognathomimus opacipennis är en skalbaggsart som beskrevs av Chemsak och Noguera 1993. Nemognathomimus opacipennis ingår i släktet Nemognathomimus och familjen långhorningar. Inga underarter finns listade i Catalogue of Life.